# Disputa por Macedonia
La Disputa por Macedonia (en búlgaro: Македонска борба, en griego: Μακεδονικός Αγώνας, en macedonio: Борба за Македонија, en serbio: Борба за Македонију, en turco: Makedonya Mücadelesi) fue una serie de conflictos sociales, políticos, culturales y militares que se libraron principalmente entre griegos y búlgaros que vivieron en la Macedonia otomana entre 1893 y 1912. El conflicto fue parte de una guerra de guerrillas más amplia en la que organizaciones revolucionarias de griegos, búlgaros y serbios lucharon por Macedonia. Poco a poco las bandas griegas y búlgaras fueron ganando terreno. Aunque el conflicto cesó en gran medida con la Revolución de los Jóvenes Turcos, continuó como una insurgencia de baja intensidad hasta las Guerras de los Balcanes.

## Antecedentes
Inicialmente, el conflicto se libró por medios educativos y religiosos, y se desarrolló una feroz rivalidad entre los partidarios del Patriarcado Ecuménico de Constantinopla (personas de habla griega o eslava/romance que generalmente se identificaban como griegos) y los partidarios del Exarcado de Bulgaria, que había sido reconocido por los otomanos en 1870.

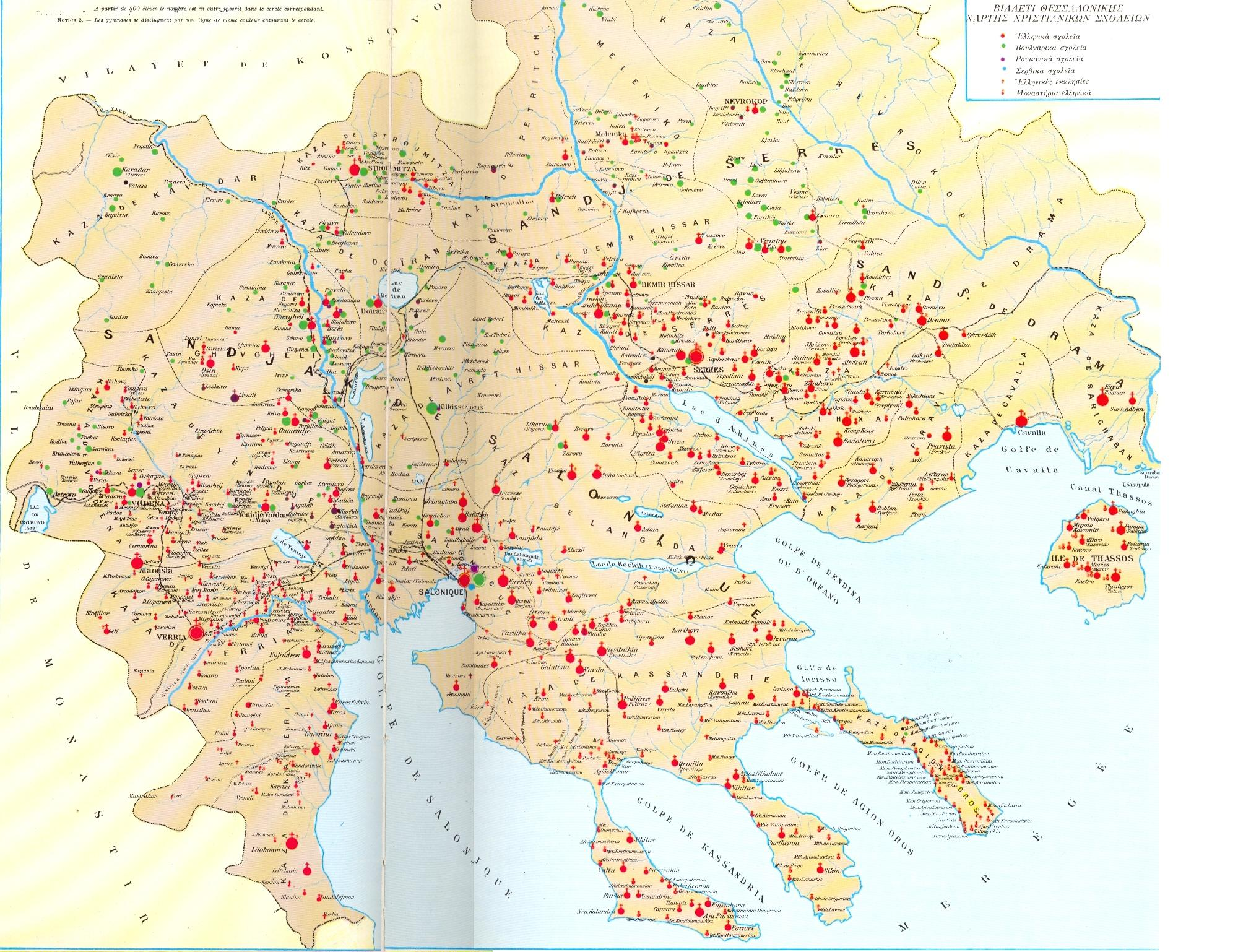
Un mapa de 1903 de Vialato de Tesalónica que muestra escuelas griegas (roja), búlgara (verde), rumana (púrpura) y serbia (azul), además de iglesias griegas (cruz roja) y monasterios (cruz roja sobre un punto rojo).

Cuando el dominio otomano en los Balcanes se desmoronó a finales del siglo XIX, surgió la competencia entre griegos y búlgaros (y en menor medida también otros grupos étnicos como serbios, arrumanos y albaneses) por la región multiétnica de Macedonia. Los búlgaros fundaron la Organización Interna Revolucionaria de Macedonia en 1893, que coordinó la mayoría de las acciones búlgaras en la región. La derrota de Grecia en la guerra greco-turca de 1897 fue una pérdida que consternó a los griegos  y que provocó la disolución de la Ethniki Etaireia, por parte del primer ministro Georgios Theotokis. Con pocas perspectivas de liberación por parte de Grecia, los griegos macedonios tomaron su destino en sus propias manos y comenzaron a formar varias bandas armadas que finalmente caerían bajo el control del Comité Helénico Macedonio. La región rápidamente se convirtió en un campo de batalla constante entre varios grupos armados, y las hostilidades alcanzaron su punto máximo en 1904-1908. El ejército otomano también estuvo involucrado en el conflicto y perpetuó atrocidades contra la población cristiana en un intento de sofocar los disturbios. Debido a que la población cristiana de Macedonia, ya fuera griega, serbia, búlgara o arrumana, se rebelaba más o menos constantemente contra el Imperio otomano, junto con las actividades revolucionarias de los nacionalistas armenios en Anatolia, muchos oficiales otomanos creían que todos los cristianos del imperio fueron desleales y traidores.

## Actividades búlgaras

### Organización Interna Revolucionaria de Macedonia

Bandera de la Organización Revolucionaria Interna de Macedonia.

En 1893 se fundó en Salónica la Organización Interna Revolucionaria de Macedonia de Bulgaria (OIRM). Se autoidentificó como representante de todas las naciones de Macedonia, junto con los revolucionarios antiotomanos, con el objetivo de liberar a Macedonia y Tracia del dominio otomano, potencialmente para unirse con Bulgaria. La OIRM fue declarada como una organización macedonia abierta a todos los grupos étnicos de Macedonia y, anteriormente, la OIRM afirmó que estaba luchando por la autonomía de Macedonia y no por la anexión a Bulgaria. Sin embargo, según algunos autores e historiadores, más tarde se convirtió en un agente al servicio de los intereses búlgaros en la política balcánica con el objetivo de unir eventualmente toda Macedonia con Bulgaria, primero en luchas contra el Imperio otomano y más tarde contra el estado sucesor yugoslavo liderado por los serbios, controlando la Región de Macedonia del Vardar y el Estado griego que controlaba la parte sur de la región. Un acontecimiento importante que representa la culminación de estas acciones es el asesinato del rey serbio del Reino de los Serbios, Croatas y Eslovenos durante el período de entreguerras por un francotirador de la OIRM, que probablemente trabajaba para los intereses búlgaros. En la práctica, la mayoría de los seguidores de la OIRM eran búlgaros macedonios locales, aunque también tenían algunos aliados arrumanos o partidarios pro-búlgaros, como Pitu Guli, Mitre el Valaco, Ioryi Mucitano y Alexandru Coshca. Muchos de los miembros de la organización vieron la autonomía macedonia como un paso intermedio hacia la unificación con Bulgaria, pero otros vieron como su objetivo la creación de un estado federal balcánico, con Macedonia como miembro igual. La OIRM finalmente se debilitó debido a una división en una facción de izquierda (federalistas) y una facción de derecha (centralistas) tras la fallida Revuelta de Ilinden-Preobrazhenie.

### Esfuerzos búlgaros
Ya a partir de 1895 se formó en Sofía el Comité Supremo de Macedonia-Adrianópolis para reforzar las acciones búlgaras en el Imperio otomano. Una de las primeras actividades de Komitadjis fue la captura de la ciudad predominantemente griega de Meleniko (hoy Mélnik, Bulgaria), pero no pudieron mantenerla por más de unas pocas horas. Las bandas búlgaras destruyeron la aldea de Dospat, donde masacraron a los habitantes locales. Este tipo de actividad alertó a griegos y serbios, que hicieron una farsa del eslogan "Macedonia a los macedonios", estando en contra de la constitución de Macedonia como estado separado.

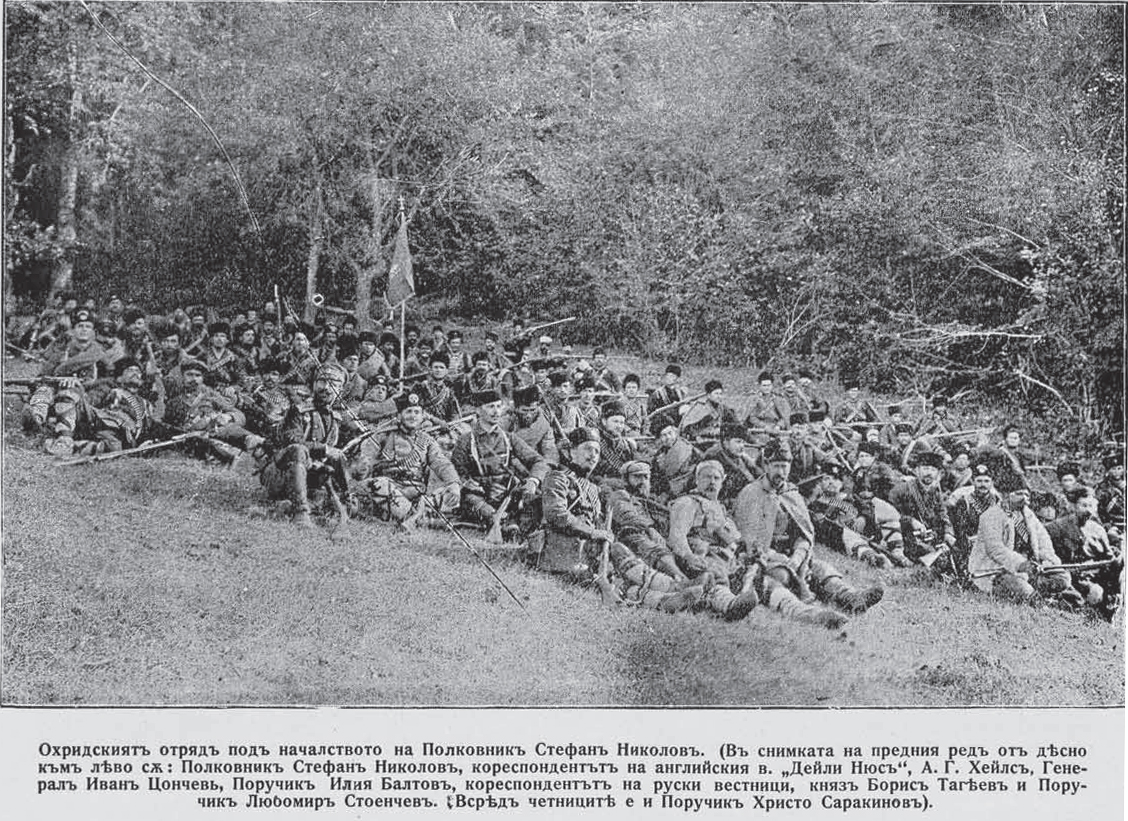
Una cheta durante la Revuelta de Ilinden.

A medida que los esfuerzos búlgaros se intensificaron, empezaron a afectar a la opinión pública europea. En abril de 1903, un grupo conocido como los Barqueros de Salónica, con la ayuda de la OIRM, hizo estallar el barco francés Guadalquivir y el Banco Otomano en Salónica. En agosto de 1903, la OIRM organizó la Revuelta de Ilinden-Preobrazhenie en Macedonia y el Valiato de Adrianópolis que condujo a la formación de la efímera República de Kruševo. El levantamiento fue finalmente reprimido por el ejército otomano con la posterior destrucción de muchas aldeas y la devastación de grandes áreas en Macedonia occidental y alrededor de Kırk Kilise, cerca de Adrianópolis.

## Actividades griegas

### Comité Helénico Macedonio

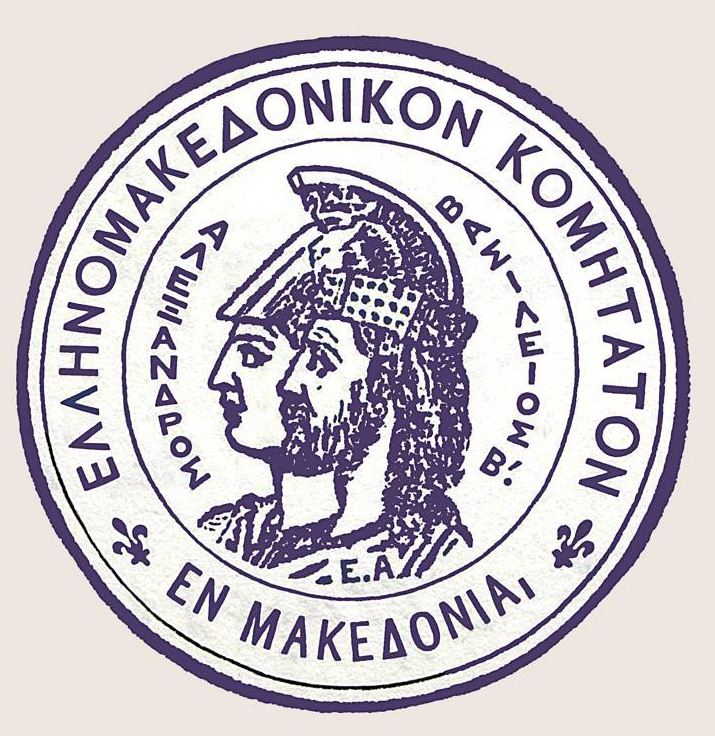
Sello del Comité Griego Macedonio que representa a Alejandro Magno y al emperador bizantino Basilio II.

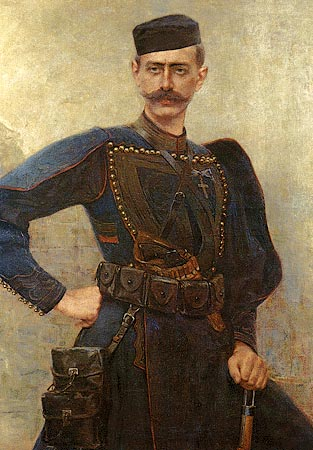
Pavlos Melas con uniforme de Macedonomachos.

Para fortalecer los esfuerzos griegos por Macedonia, el Comité Helénico Macedonia fue fundado en 1903 por Stephanos Dragumis y funcionó bajo el liderazgo del rico editor Dimitrios Kalapothakis. Entre sus miembros se encontraban muchos notables griegos además de los combatientes. Entre sus miembros se encontraban Ion Dragumis y Pavlos Melas. Sus combatientes eran conocidos como Makedonomachoi ("luchadores macedonios").
En estas condiciones, en 1904 estalló una cruel guerra de guerrillas como respuesta a las actividades de la OIRM entre bandas búlgaras y griegas dentro de la Macedonia otomana. El obispo de Kastoriá, Germanos Karavangelis, que fue enviado a Macedonia por Nikolaos Mavrokordatos, el embajador de Grecia, y Ion Dragumis, el cónsul de Grecia en Monastir, se dio cuenta de que había llegado el momento de actuar de forma más eficaz y comenzó a organizar la Intensificación de la oposición griega. 
Mientras Dragumis se ocupaba de la organización financiera de los esfuerzos, la figura central en la lucha militar era el muy capaz oficial cretense Georgios Katechakis. El obispo Germanos Karavangelis viajó para elevar la moral y alentar a la población griega a tomar medidas contra la OIRM. También se formaron muchos comités para promover los intereses nacionales griegos.
Katechakis y Karavangelis lograron reclutar y organizar grupos guerrilleros que luego fueron reforzados con voluntarios de Grecia. Los voluntarios procedían a menudo de Creta y de la zona de Mani, en el Peloponeso. Incluso reclutaron a exmiembros de la OIRM, aprovechando sus disputas políticas y/o personales dentro de la organización. Además, se animó a los oficiales del ejército helénico a unirse a la lucha para proporcionar un liderazgo experimentado, ya que muchos habían servido en la guerra greco-turca de 1897. Los oficiales que eligieron unirse proporcionaron una ventaja logística a los Makedonomachoi. Los griegos macedonios, sin embargo, formarían el núcleo de la fuerza de combate y demostraron ser los combatientes más importantes debido a su conocimiento de la geografía de la región y algunos conocimientos del idioma búlgaro. Muchos griegos locales, como Periklis Drakos, también estuvieron involucrados en el contrabando y almacenamiento de armas y municiones en la región.

### Esfuerzos griegos

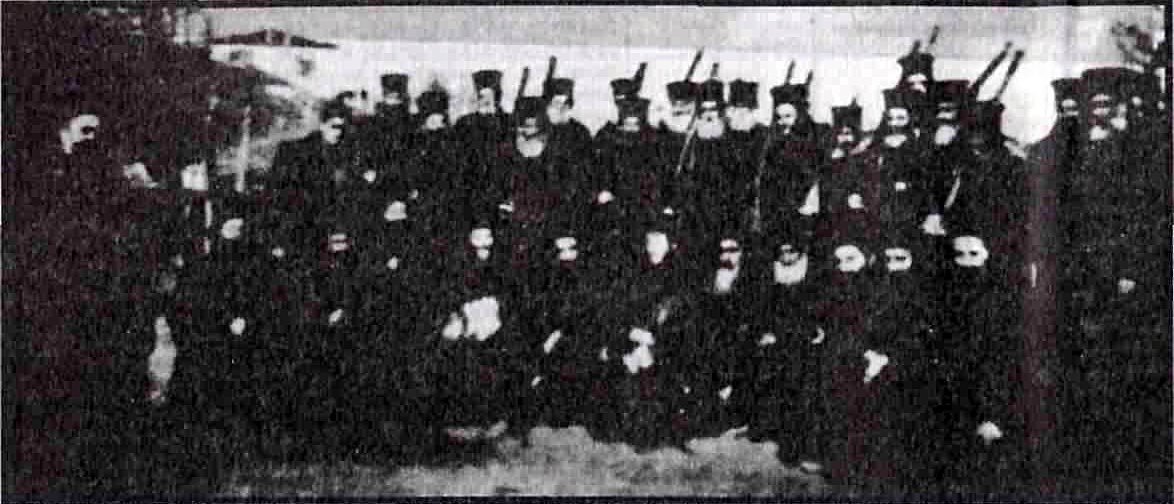
Monjes armados del Monte Athos.

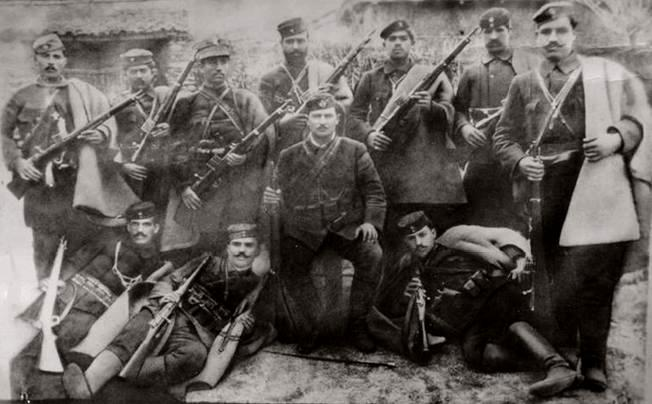
Periklis Drakos de Kavala con sus compañeros de lucha.

El Estado griego se preocupó, no sólo por la penetración búlgara en Macedonia, sino también por los intereses serbios, que se concentraban principalmente en la zona de Üsküp y Monastir. Los disturbios en Macedonia, especialmente la muerte de Pavlos Melas en 1904, provocaron intensos sentimientos nacionalistas en Grecia. Esto llevó a la decisión de enviar más voluntarios para reforzar y organizar mejor las bandas armadas y frustrar los esfuerzos búlgaros de poner bajo su influencia a todos los hablantes eslavos de Macedonia.

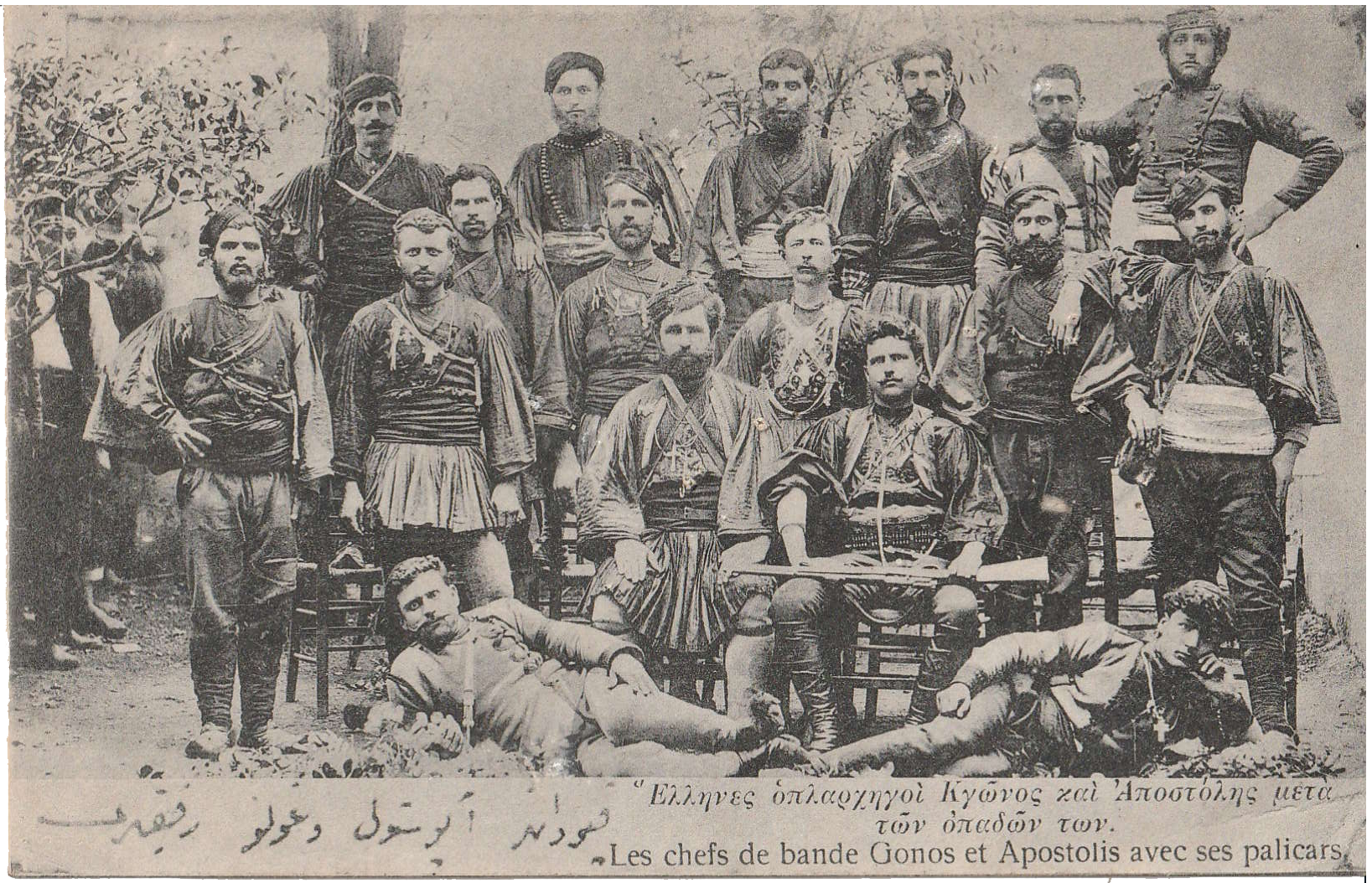
La banda de Gonos Yiotas (sentado a la derecha) y Apostolis Matopoulos (sentado a la izquierda).

El Consulado General griego en Salónica, bajo Lambros Koromilas, se convirtió en el centro de la lucha, coordinando las bandas griegas, distribuyendo y atendiendo a los heridos. En la zona de Kastoriá, en la zona del lago Giannitsa y en otros lugares comenzaron feroces conflictos entre griegos y búlgaros. Durante 1905, la actividad guerrillera aumentó y los Makedonomachoi obtuvieron una ventaja significativa en 10 meses, extendiendo su control hacia las áreas de Mariovo y Macedonia Oriental, Kastanohoria (cerca de Kastoriá), las llanuras al norte y sur de Flórina y las rutas alrededor de Monastir. Sin embargo, desde principios de 1906 la situación se volvió crítica y las fuerzas de los Makedonomachoi se vieron obligadas a retirarse de varias áreas. Sin embargo, los grupos de Tellos Agras y Ioannis Demestichas tuvieron cierto éxito en el pantano de Giannitsa. Hubo grandes avances de las fuerzas serbias, a las que se unieron eslavos musulmanes, en el verano de 1906 en las zonas del norte del Sanjacado de Skopie.
Mientras las bandas armadas se enfrentaban al ejército otomano, la administración otomana a menudo ignoraba las actividades de las guerrillas griegas, y según Dakin les ayudó directamente contra los búlgaros. Sin embargo, una vez neutralizado el potencial subversivo de los búlgaros, la política otomana puso fin a la neutralidad favorable al lado griego y se embarcó en implacables persecuciones contra los griegos. Durante el transcurso del conflicto, las bandas armadas griegas sumaban 2000 hombres. De los cuales más de 700 murieron en acción junto con 1250 civiles progriegos.

## Actividades arrumunas

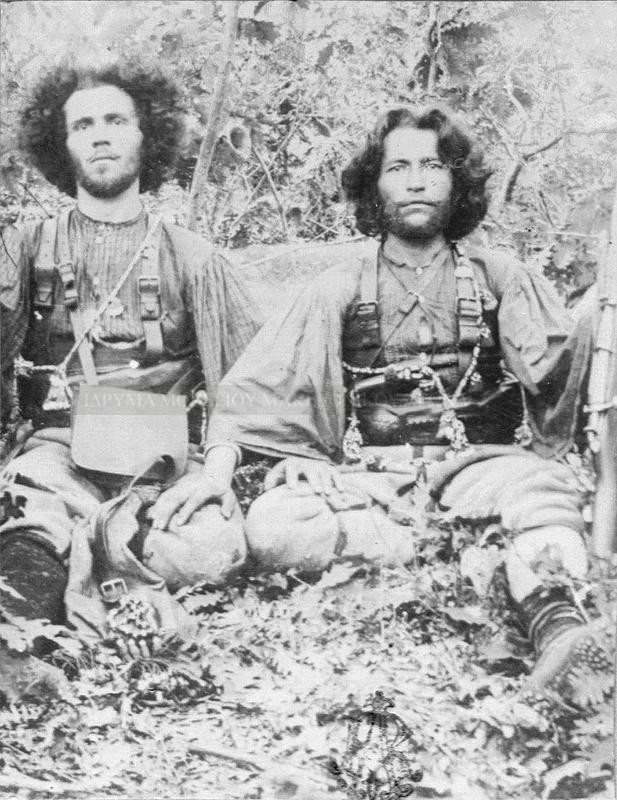
Revolucionarios arrumanos en Veria.

El conflicto greco-rumano en relación con los arrumanos alcanzó su clímax durante la disputa por Macedonia, y los arrumanos ya no estaban divididos en facciones progriegas y prorumanas, sino en "griegos" y "rumanos" propiamente dichos. La facción progriega era la más grande y poderosa.

### Arrumanos progriegos
La mayoría de los arrumanos durante la disputa por Macedonia eran progriegos y apoyaban a los revolucionarios griegos y al Patriarcado Ecuménico de Constantinopla. Estos arrumanos escaparon o resistieron la influencia del intervencionismo rumano, en el que el Estado rumano gastó una cantidad considerable de dinero. Se mostraron indiferentes o incluso hostiles a su movimiento nacional. En los archivos del Ministerio de Asuntos Exteriores de Grecia se encuentran numerosos testimonios de comunidades arrumanas que denuncian la "propaganda" rumana y proclaman su carácter griego. En Veria, había una pequeña unidad local que estaba bajo el liderazgo de un arrumano progriego, Tasos Koukotegos. Esta unidad, al ser pequeña y algo aislada, había estado operando sin objetivos definidos, pero resultó ser muy importante para la causa griega ya que ayudó en las luchas contra los jefes turcos locales, los rumanos pro rumanos y los komitadjis búlgaros. Además, el apoyo local de los arrumanos progriegos en Kastoriá fortaleció la actividad griega en la región. Un notable makedonomachos griego de ascendencia arrumana fue Anastasios Pichion.

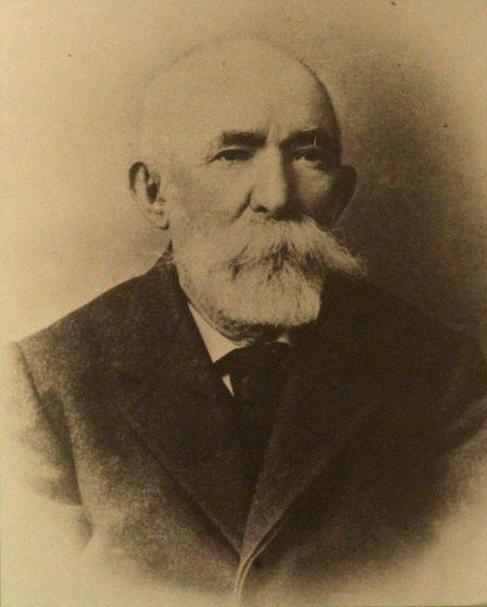
Anastasios Pichion, un arrumano progriego.

En Pelagonia, los sentimientos progriegos de los arrumanos durante la lucha macedonia contribuyeron a su desplazamiento. Cuando emigraron a Grecia, ya estaban arruinados financieramente. 

### Arrumanos prorumanos
Así como los búlgaros habían logrado introducir su idioma en los servicios religiosos y la educación en el Imperio otomano, los arrumanos prorumanos comenzaron a exigir los mismos derechos. Sin embargo, el Patriarca Ecuménico de Constantinopla reaccionó fuertemente a esto en medio de una creciente rivalidad en la región y ocho iglesias arrumanas fueron cerradas por orden personal de él en 1875. Esto produjo protestas de los arrumanos prorumanos hacia el gobierno otomano y rumano, y también aumentó las tensiones entre los arrumanos prorumanos y los griegos, así como con los arrumanos progriegos, lo que condujo a violencia física que a menudo terminó en muertes.
En 1903, tras el fracaso de la Revuelta de Ilinden-Preobrazhenie en el que muchos soldados prorumanos y búlgaros habían luchado con el objetivo de crear una autonomía macedonia, el Imperio otomano permitió la intervención de milicias griegas, conocidas como antartes y formadas dentro de Grecia. con comandantes del Estado griego, para reprimir posibles nuevos intentos de alcanzar este objetivo. Estos comandantes comenzaron a amenazar a los líderes de varias escuelas rumanas en pueblos de Rumania, advirtiéndoles que, si no cerraban sus actividades, serían atacados. Ante esto, algunos combatientes arrumanos-prorumanos denominados armatoles (armatoli, armatol en singular) comenzaron a tomar las armas, siendo los primeros Mihail Handuri de Livadia (Giumala de Jos o Livãdz) y Hali Joga de Ano Grammatiko (Grãmãticuva), a quienes se unieron varios jóvenes combatientes arrumanos prorumanos, comenzaron a atacar a bandas griegas en la zona de Édessa y Veria. Estas bandas arrumanas prorumanas estaban aliadas con bandas búlgaras en la Macedonia otomana. En 1906, bajo Ioryi Mucitano, se organizaron en dos comités, uno en Bucarest dirigido por Alexandru Coshca y Sterie Milioru y el otro en Sofía dirigido por Mucitano. Decidió dividir su área de operaciones en distritos dirigidos por un llamado vaivoda. A estas bandas se les permitió el libre paso por las aldeas búlgaras.

### Enfrentamientos
A partir del verano de 1904, en el pueblo de Condusula (entre Édessa y Nausa) estallaron enfrentamientos entre bandas pro-rumanas de arrumanos y de etnia griega o bandas arrumanas progriegas, ya sea sólo entre ellas o con otros combatientes involucrados), Ano Grammatiko, Pýrgi y Dervent. Las escuelas e iglesias progriegas fueron destruidas por los arrumanos prorumanos y los arrumanos progriegos tomaron represalias haciendo lo mismo con las escuelas e iglesias prorumanas. Las dos facciones se expulsaron mutuamente e incluso asesinaron a maestros y clérigos oponentes. Uno de esos casos tuvo lugar en 1911, cuando komitadjis y arrumanos prorumanos asesinaron a Emilianos Lazaridis, metropolitano de Grevena. Otro ejemplo es Haralambie Balamaci, un sacerdote arrumano asesinado en 1914 por las fuerzas griegas.
Los griegos y los arrumanos progriegos sufrieron ataques de tropas turcas y basi-bozuk que mataron a 41 de ellos, destruyeron 366 de sus casas y 203 tiendas, respectivamente. 

## Crímenes
Ambos bandos cometieron crímenes de guerra durante la disputa por Macedonia. Según un informe británico de 1900 compilado por Alfred Biliotti, quien se considera que dependía en gran medida de agentes de inteligencia griegos, a partir de 1897, los miembros de los comités exarquistas se habían embarcado en una campaña sistemática y extensa de ejecuciones de los miembros principales del lado griego. Además, los Komitadjis búlgaros llevaron a cabo una campaña de exterminio de profesores y clérigos griegos y serbios. Por otro lado, hubo ataques de los Andartes griegos en muchas aldeas búlgaras macedonias, con el objetivo de obligar a sus habitantes a cambiar su lealtad del Exarcado nuevamente al Patriarcado y aceptar sacerdotes y maestros griegos, pero ellos También llevaron a cabo masacres contra la población civil, especialmente en las zonas centrales de Macedonia en 1905 especially in the central parts of Macedonia in 1905 y en 1906. Uno de los casos notables fue la masacre en el pueblo de Zagorichani (hoy Vasiliada, Grecia), que era un bastión exarquista búlgaro cerca de Kastoriá el 25 de marzo de 1905, donde entre 60 y 78 aldeanos fueron asesinados por bandas griegas.
Según informes británicos sobre crímenes políticos (incluido el informe Biliotti antes mencionado), durante el período de 1897 a 1912 se cometieron más de 4.000 asesinatos políticos (66 antes de 1901, 200 entre 1901 y 1903, 3.300 entre 1903 y 1908 y 600 entre 1908). y 1912), excluyendo a los asesinados durante la Revuelta de Ilinden y a los miembros de las bandas búlgara y griega. De los asesinados, el 53% eran búlgaros, el 33,5% eran griegos, el 3,5% serbios y arrumanos en conjunto y el 10% eran de origen étnico desconocido.
Estos conflictos disminuyeron su intensidad después de la Revolución de los Jóvenes Turcos en julio de 1908, ya que prometieron respetar todas las etnias y religiones y proporcionar una constitución.

## Consecuencias
El éxito de los esfuerzos griegos en Macedonia fue una experiencia que dio confianza al país. Ayudó a desarrollar la intención de anexar áreas de habla griega y reforzar la presencia griega en la Macedonia todavía gobernada por los otomanos.
Los acontecimientos en Macedonia, específicamente las consecuencias de los conflictos entre activistas nacionales griegos y búlgaros, incluidas las masacres griegas contra la población búlgara en 1905 y 1906, dieron lugar a pogromos contra 70 000 u 80 000 comunidades griegas que vivían en Bulgaria y se consideraba que compartían la responsabilidad de las acciones de los grupos guerrilleros griegos.  
Sin embargo, el movimiento de los Jóvenes Turcos dio lugar a algunos casos de colaboración entre bandas griegas y búlgaras, mientras que esta vez la política oficial de ambos países sigue apoyando la penetración de combatientes armados en la Macedonia otomana, pero sin haber asegurado plenamente que no habría ningún ataque de unos a otros.

## Legado
La escritora griega Penélope Delta escribió la novela Ta Mystiká tou Váltou (Los secretos del pantano) sobre los combates en torno al lago Giannitsa.
Germanos Karavangelis publicó sus memorias como La lucha macedonia.
La película griega de 1973 Pavlos Melas describe la vida y la muerte de Pavlos Melas .
Albert Sonnichsen, un voluntario estadounidense en la OIRM, describió las actividades búlgaras en el libro Confessions of a Macedonian Bandit: A Californian in the Balkan Wars. 
Muchos museos se han dedicado al conflicto, incluidos los de Salónica (ubicados en el antiguo consulado griego), Kastoriá, Chromio y Skopie.